# Billinghay
Billinghay – wieś w Anglii, w hrabstwie Lincolnshire, w dystrykcie North Kesteven. Leży 24 km na południowy wschód od Lincoln i 176 km na północ od Londynu.